# Не дао Бог већег зла
Не дао Бог већег зла је хрватски филм из 2002. године у режији Сњежане Трибусон. Заснован је на истоименом роману Горана Трибусона. 
Филм је на Филмском фестивалу у Пули 2002. освојио Златну арену за сценарио - Горан Трибусон, Златну арену за главну мушку улогу - Иво Грегуревић те Златну арену за монтажу - Марина Барац.

## Радња
Шездесете су закуцале и на врата бјеловарске породице Анчић. Нова ће епоха оставити неизбрисиве трагове на члановима породице - оцу Бранку, у почетку одговорном партијцу који се са пропашћу свог предузећа баца у приватне предузетнике, поново оживевши породични клесарски занат; мајци Невенки која уз стални посао наставнице покушава да буде што савеснија жена, мајка, сестра, снаја и домаћица; баки Ружи којој се полако али сигурно прикрада неизбежна сенилност; ујаку Емилу, ситном шверцеру и муљатору у сталном сукобу са народном милицијом; малој секи Биби, породичној коментаторки и заједљивки која мора да се помири са својим одрастањем; те посебно Фрули, плахом дечаку који све промене у породици и око ње будним оком прати и упија и покушава самом себи да створи слику шта је он заправо, то јесте шта се од њега очекује да буде.
Заједно са Фрулом и његовим друштвом путујемо кроз оно што је шездесете учинило шездесетима и откривамо сву лепоту првих шушкаваца, одлазака у биоскоп, прве телевизије, рокенрола и првих љубавних искустава, док детињство не заврши и започне нова деценија са новим занимљивостима и новим обавезама.

## Глумци
- Лука Драгић – Фрула
- Мирјана Рогина - Невенка
- Иво Грегуревић — Бранко
- Горан Навојец – Емил
- Семка Соколовић-Берток – Ружа
- Бојан Навојец – Зумзо
- Борко Перић - Компа
- Дора Фиштер - Хана
- Хана Хегедушић – Цица